# Bouyon (musique)
Pour les articles homonymes, voir Bouyon (homonymie).
Genres dérivés
Bouyon soca, bouyon-muffin, reketeng, bouyon alternatif, bouyon hybrid
Le bouyon est un genre musical ayant émergé à la fin des années 1980 en Dominique. Les groupes de bouyon originels les plus connus sont Windward Caribbean Kulture (en) (WCK), Roots, Stems and Branches (RSB) et First Serenade.

## Terminologie
Le terme bouyon signifie en créole antillais quelque chose comme « soupe gumbo » ou « koubouyon pwason » (un plat typique des Caraïbes). La musique bouyon est un mélange de musique traditionnelle et moderne, elle est populaire dans une grande partie des Caraïbes.

## Histoire
Le genre est créé par Derick « Rah » Peters et son groupe Windward Caribbean Kulture (en) (WCK)[réf. nécessaire].
Le bouyon est un mélange de jing ping, de cadence-lypso et de danses traditionnelles, à savoir le bèlè, le kwadril, le chanté mas (en) et le lapo kabwit, de mazurka, de zouk et d'autres styles de musique caribéenne.
Le premier son bouyon certifié single d'or en France est Kongolese sous BBL (sorti le 27 septembre 2024) par la franco-congolaise Théodora en décembre 2024. 3 ans et 9 mois après sa sortie, en juillet 2025, Je l’ai vu, interprété par Holly G et Arendi, est le premier son bouyon d’un artiste antillais et le deuxième titre certifié single d’or en France,.

## Genres dérivés

### Bouyon gwada
En raison de la popularité des groupes de bouyon qui ont tourné dans les Antilles françaises, une variante du bouyon de la Guadeloupe est appelée bouyon gwada. 
Aussi appelé bouyon hardcore, il a vu le jour grâce à des collaborations musicales entre des citoyens de la Dominique et de la Guadeloupe, qui parlent tous deux des créoles antillais. Ce genre est caractérisé par un rythme rapide et des paroles volontairement vulgaires. Parmi les artistes les plus connus on compte entre autres : KJF, Shanika, Natoxie, Arendi, Littleboy, LGC, 1T1, Aknose, Lejuh, et Totally Spice's. 
Ce genre s'est aussi exporté hors de la Dominique et de la Guadeloupe, notamment en France métropolitaine avec des artistes comme Théodora.

### Jump up
En 1987, Exile One enregistre une chanson de chanté mas (en) et Lapo Kabwit, intitulée L'Hivernage, communément appelée le yo. Les Antillais français appelaient ce rythme jump up en raison de sa sonorité carnavalesque. Ce rythme a ensuite été modifié pour devenir le bouyon ou la musique soca moderne. En Guadeloupe et en Martinique, le terme « jump up » fait généralement référence au bouyon. 

### Bouyon soca
Le bouyon soca est un genre de fusion qui mélange le bouyon et la soca.

### Bouyon-muffin
Le bouyon-muffin est un dérivé moderne du bouyon. Il mêle des éléments de la musique jamaïcaine raggamuffin, du hip-hop et du dancehall. La figure la plus influente dans le développement du bouyon-muffin est Skinny Banton (désormais Shadowflow) qui, à partir de 1995, collabore avec le groupe WCK, utilisant des voix influencées par le ragga pour chanter sur les rythmes du bouyon.

### Reketeng
Le reketeng, ou bouyon dancehall, est un style de bouyon basé sur le sampling. Il s'agit d'un remixage d'enregistrements dancehall et hip-hop existants sur des instruments du bouyon. DJ Cut et la création du reketeng donnent naissance à des DJ dominiquais qui ont expérimenté le bouyon avec d'autres genres et ont créé une nouvelle vague dans la musique de la Dominique.